# 院山线路所
院山线路所是连接达成铁路与成花铁路下行线的一座线路所，线路所控制室位于四川省成都市成华区龙潭街道隆兴路。线路所现由中国铁路成都局集团成都北站管辖，不办理客货运业务，仅作列车跨线使用。

## 站场设施
线路所为西东走向，现仅有道岔1组（编号为5，故时刻表上常写作“院山5号”）。成花铁路（即成都货车外绕线）下行线由此出岔并折向西南。线路所控制房设在成花铁路上下行线并行处，位于线右，距本道岔较远。线路所连接各向线路均已电气化且封闭。
2007年，线路所初建时，共有3组道岔。此时，今“成花铁路上行线”称“成昆成都北联络线”，线路南侧终点为沙河堡站，今“成花铁路下行线”线路所内段称“成昆达成联络线”。2010年5月，成花复线通车后，南侧2组道岔（包括安全线）拆除。

## 周边
- 院山坡殉国烈士陵园
- 西南财经大学天府学院（成都东区）
- 成都大学附属实验小学（卓逸校区）